# 프레데리시아

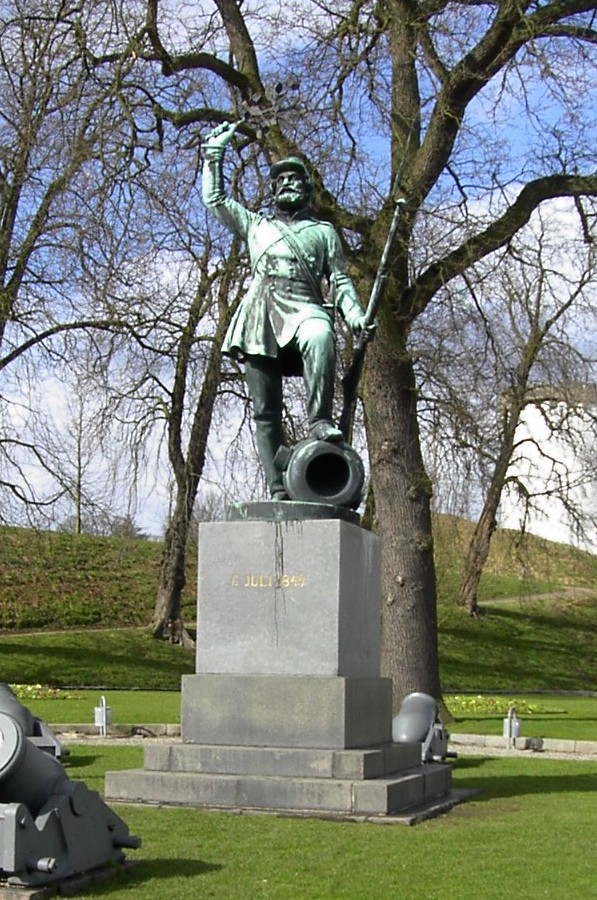
프레데리시아에 있는 보병 동상

프레데리시아(덴마크어: Fredericia)는 덴마크 윌란반도 동부에 위치한 도시로, 도시 인구는 39,797명 (2012년 1월 1일 기준), 지방 자치체 인구는 50,193명 (2012년 1월 1일 기준)이며 행정 구역상으로는 남덴마크 지역 프레데리시아 시에 속한다. 덴마크 교통의 중심지이자 덴마크군의 통신 부대가 주둔하고 있는 도시이다. 1650년 덴마크의 국왕 프레데리크 3세에 의해 건설되었으며 도시 이름 또한 그의 이름을 따서 붙여진 이름이다.

시 문장

## 역사
30년 전쟁 당시 무방비 상태에 놓인 윌란반도가 황폐해진 이후에 크리스티안 4세가 윌란반도에 강력한 요새가 필요하다는 것을 느꼈고 윌란반도에 대규모 도시를 건설하려는 계획을 실행에 옮기게 된다. 프레데리크 3세 때 도시의 요새화가 완성되었으며 1650년 12월 15일 국왕으로부터 도시 지위를 부여받았다. 1651년 프레데릭소데(Frederiksodde, "프레데리크의 요소"라는 뜻)라고 명명되었으며 1664년 라틴식 이름인 프레데리시아(Fredericia)로 변경되었다.